# Angelita Castany
María de los Ángeles Hernández (Cuba, 1 de diciembre de 1934-Ciudad de México, 29 de septiembre de 2020), conocida como Angelita Castany, fue una actriz, bailarina y cantante cubanomexicana.

## Biografía y carrera
Castany inició su carrera en la actuación y la danza en su juventud y decidió trasladarse a México en agosto de 1960 para participar en el espectáculo Pachanga Chá del empresario Pepe León. Acto seguido empezó a desempeñar papeles menores en películas como La barranca sangrienta y La venganza del resucitado, ambas de 1962. En 1968 obtuvo reconocimiento en el país azteca al aparecer junto a Mario Moreno Cantinflas en el filme de Miguel M. Delgado Por mis pistolas y un año después en el largometraje El matrimonio es como el demonio de René Cardona Jr.
En la década de 1970 apareció en películas como Espérame en Siberia, vida mía y El futbolista fenómeno, además de registrar participaciones en series de televisión como Sábado loco, loco. En los años 1980 y 1990 se le pudo ver principalmente en producciones para televisión, entre las que destacan Infamia,  Extraños caminos del amor y Valentina.
En 1989 fue parte del elenco original del musical mexicano, "Que plantón" de Memo Méndez, en donde interpretaba a la palma, personaje que tenía acento cubano.

## Familia y fallecimiento
Castany estuvo casada con Xavier López, más conocido como Chabelo. Varios años después se casó con el empresario italiano Cesare Portaluppi, quien falleció en 2011. Luego de estar internada durante varios días por problemas respiratorios, la actriz falleció el 29 de septiembre de 2020 a los ochenta y seis años.

## Filmografía selecta

### Cine y televisión
- 1993 - Valentina
- 1981 - Extraños caminos del amor
- 1981 - Infamia
- 1979 - El futbolista fenómeno
- 1978 - Sabado loco, loco
- 1971 - Espérame en Siberia, vida mía
- 1969 - El matrimonio es como el demonio
- 1968 - Por mis pistolas
- 1962 - La barranca sangrienta
- 1962 - La venganza del resucitado
- 1952 - Honor y gloria o La vida de Roberto Ortiz